# María de Anaya
María de Anaya, död 1693, var en spansk skådespelare. Hon var engagerad vid de kungliga teatrarna i Madrid, Teatro de la Cruz och Teatro del Príncipe. 
Hon tillhörde de mer uppmärksammade scenartisterna under sin samtid. 